# WASP-12b

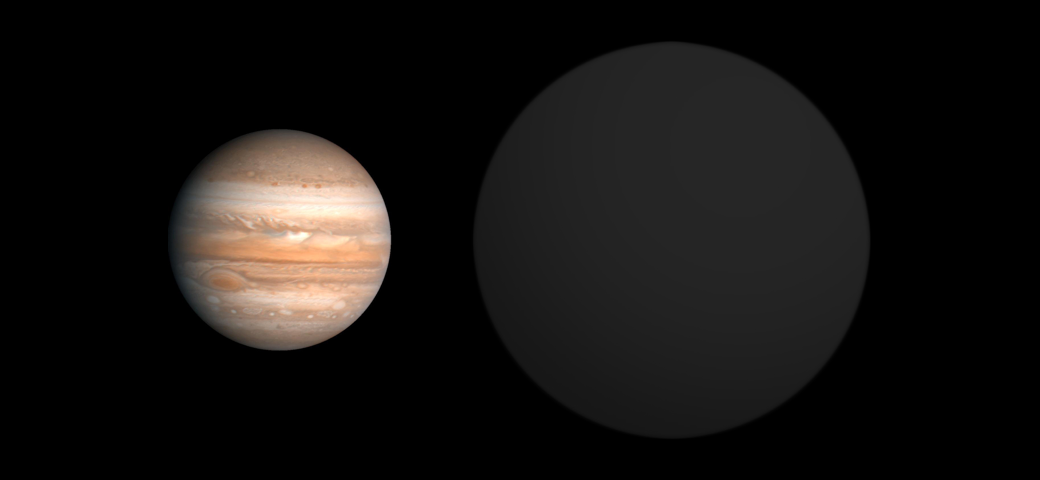
Storleken av WASP-12b (höger) och Jupiter jämfört.

WASP-12b är en exoplanet som ligger 1 300 ljusår från jorden i Kusken. Planeten är en kolplanet, eller en planet som har mycket kol på och i sig. Den är ungefär 1,9 gånger så stor som Jupiter. WASP-12b kretsar runt sin stjärna på lite över en dag, och på ett avstånd av 3 400 000 km. Det gör så att planeten har en temperatur på över 2 250 Celsius. WASP-12b håller på att bli "uppäten" av sin stjärna på grund av att de befinner sig nära varandra. WASP-12b är en av de mörkaste planeterna man upptäckt. Den är "mörkare än asfalt".